# خداقلی‌قشلاق
خداقلی قشلاق یکی از روستاهای استان اردبیل است که در بخش مرکزی شهرستان خلخال واقع شده‌است.